# 小美玉市立小川北中学校
小美玉市立小川北中学校（おみたましりつ おがわきたちゅうがっこう）は茨城県小美玉市川戸にある公立中学校。

## 沿革
- 1947年5月3日 - 白河村立白河中学校創立
- 1954年12月10日 - 小川町立白河中学校と改称
- 1966年
  - 4月18日 - 現在地に移転
  - 9月1日 - 小川町立小川北中学校と改称
- 2006年3月27日 - 小美玉市立小川北中学校と改称
- 2012年10月 - 新校舎建設落成
- 2021年 - 義務教育学校新校舎着工
- 2022年
  - 3月31日 - 小川北中学校閉校
  - 4月1日 - 義務教育学校に移行

## 部活動
- サッカー部
- 野球部
- 女子ソフトテニス部
- 女子バレー部
- 男子バスケ部
- 女子バスケ部
- 男子卓球部
- 剣道部
- 吹奏楽部
- 美術部
- 科学部

## 学区
小美玉市のうち野田、川戸（一部）、山野（一部）、世楽、佐才、上吉影、飯前、上合、下吉影、百里

## 学区内の小学校
- 小美玉市立野田小学校
- 小美玉市立上吉影小学校
- 小美玉市立下吉影小学校

## 制服
- 2022年に義務教育学校に移行予定。2021年度1年生は新制服をすでに導入済みで、2021年度2、3年生は現行の以下の制服を引き続き着用することも可能。
- 新しい制服は、男女ともにブレザーで、スラックス・スカート・女子用スラックスのいずれも選択できる。
  - 男子(現行2，3年生)
    - 冬服は標準的な学生服上下である。
    - 夏服はカッターシャツ、スラックスである。

  - 女子(現行2、3年生)　
    - 冬服はブレザー、ブラウス、吊りスカートである。
    - 夏服はブラウス、吊りスカートである。
    - 現行の吊りスカートがボタンで吊り紐が外せるタイプなので吹奏楽部は外して演奏をする。